# Бозеш
Бозеш (рум. Bozeș) — село у повіті Хунедоара в Румунії. Адміністративно підпорядковане місту Джоаджу.
Село розташоване на відстані 285 км на північний захід від Бухареста, 22 км на північний схід від Деви, 94 км на південь від Клуж-Напоки.

## Населення
За даними перепису населення 2002 року у селі проживали 248 осіб, усі — румуни. Усі жителі села рідною мовою назвали румунську.